# Work Bitch
"Work Bitch" (alternativamente estilizado como "Work B**ch!") é uma canção da artista musical estadunidense Britney Spears, contida em seu oitavo álbum de estúdio, Britney Jean (2013). Foi composta pela própria juntamente com Otto Jettman, Sebastian Ingrosso, Ruth-Anne Cunningham, Anthony Preston e will.i.am, sendo produzida pelos dois últimos. A faixa foi enviada para as estações de rádio de todo o mundo em 15 de setembro de 2013, e no dia seguinte disponibilizada para download digital na iTunes Store de diversos países, servindo como o primeiro single do disco.

## Antecedentes e lançamento
Anteriormente, em 2012, Spears e will.i.am colaboraram no single "Scream & Shout"; em março do ano seguinte, o rapper foi anunciado como o produtor executivo do oitavo disco de inéditas da cantora. Em 20 de agosto de 2013, a página oficial da artista iniciou uma contagem regressiva, intitulada "All Eyes On Me", para 17 de setembro. Uma semana antes do fim do cronômetro, ela confirmou em sua conta no Twitter o lançamento de "Work Bitch" nas rádios de todo o mundo para o dia 16 do mesmo mês, seguido de sua distribuição digital na iTunes Store de diversos países no dia seguinte. Contudo, após uma versão em baixa qualidade do tema ser divulgada ilegalmente na Internet, Spears antecipou a estreia do single nas emissoras radiofônicas e nas lojas virtuais por devidamente um dia. No Reino Unido, sua comercialização está prevista para 3 de novembro do mesmo ano.

## Composição
"Work Bitch" é uma canção dance-pop e EDM com elementos de electropop, onde Spears repetidamente encoraja os ouvintes a batalharem pelo que desejam. A faixa inicia-se com um forte ritmo de clube, antes da artista cantar: "Você quer ter um corpo gostoso? / Quer andar de Bugatti? / Quer andar de Maserati? / É melhor trabalhar, vadia!" Ela continua a demonstrar o estilo de vida que pode ser alcançado ao começar a trabalhar, nos seguintes versos: "Você quer andar de Lamborghini? / Saborear martinis? / Ficar bonita em um biquíni? /  É melhor trabalhar, vadia!" A obra foi composta por Spears, ao lado de will.i.am e Anthony Preston, e carateriza uma batida produzida pelo disc jockey (DJ) sueco Otto Knows. Knows é gerenciado pelo integrante do Swedish House Mafia Sebastian Ingrosso, cujo também foi creditado como escritor; no entanto, Ingrosso afirmou não ter nenhum envolvimento no processo de elaboração. Antes de seu lançamento, foi especulado que o single conteria demonstrações de "Supermodel (You Better Work)" (1993) de RuPaul. Christina Lee, do portal Idolator, sentiu que a música soa como "uma pós-festa para o exuberante e duradouro hino de passarelas do RuPaul." Segundo Miriam Coleman da revista Rolling Stone, a melodia "contém versos maioritariamente falados, [que] servem como um testamento sobre as belas coisas que uma grande ética de trabalho pode trazer."

## Vídeo musical
Seu vídeo musical correspondente foi dirigido por Ben Mor, que já havia trabalhado com Spears em "Scream & Shout". As filmagens ocorreram entre 8 e 10 de setembro de 2013, em Malibu, California. No primeiro dia de gravação, a artista postou em seu Twitter: "Dia quente no estúdio... Um pouco de sujeira, um pouco de flerte, dancei bastante. Ansiosa para amanhã!", e mais tarde publicou uma foto sua vestindo um sutiã preto e amarelo e luvas de couro que vão até o cotovelo. No dia 26 seguinte, ela divulgou um trecho da produção através de sua conta no Instagram. A sua estreia na íntegra ocorreu em 1º de outubro de 2013 no The CW Television Network. O vídeo musical ganhou um prêmio da Vevo no dia 16 de março de 2014, após passar a marca das 300 milhões de visualizações no YouTube.

## Faixas e formatos
| Download digital |              |         |  |
| N.º              | Título       | Duração |  |
| 1.               | "Work Bitch" | 4:07    |  |

| CD single |                             |         |  |
| N.º       | Título                      | Duração |  |
| 1.        | "Work Bitch"                | 4:07    |  |
| 2.        | "Work Bitch" (instrumental) | 4:07    |  |